# Elliða-Grímur
Grímur Ásgrímsson (n. 939) más conocido por su apodo Elliða-Grímur, fue un caudillo vikingo de Akureyri, Eyjafjarðarsýsla en Islandia. Hijo de Ásgrímur Öndóttsson y patriarca del clan familiar de los Kræklingar. Casó con Jórunn Teitsdóttir (n. 942), una nieta de Ketilbjörn Ketilsson, y de esa relación nacieron dos hijos: Ásgrímur Elliða-Grímsson y Sigfús Elliða-Grímsson. Grímur y sus hijos son personajes secundarios en la saga de Njál, y también aparece citado en la Saga Flóamanna, y la saga de Grettir.